# Free Society

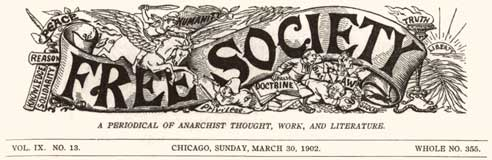
Free Society

Free Society (1895-1897 como The Firebrand; 1897-1904 como Free Society) foi um periódico anarquista estadunidense publicado por Kate Austin entre o fim do Século XIX e o começo do Século XX. Seu nome inicialmente era The Firebrand.